# Pavlova (bánh ngọt)
Pavlova là một loại bánh ngọt đặt theo tên của nghệ sĩ múa ballet Nga, Anna Pavlova. Bánh thuộc loại trứng đường, trên mặt bánh có thêm kem tươi và hoa quả.
Tên bánh này được cho là đặt để vinh danh nữ nghệ sĩ múa Anna Pavlova sau những tour diễn của bà ở Úc và New Zealand trong những năm 1920. Đây là một món tráng miệng quen thuộc trong ẩm thực của hai nước này, thường được chế biến trong các dịp lễ hội như Giáng Sinh. Nó cũng có thể được ăn vào bất cứ dịp nào trong năm.

## Hình ảnh

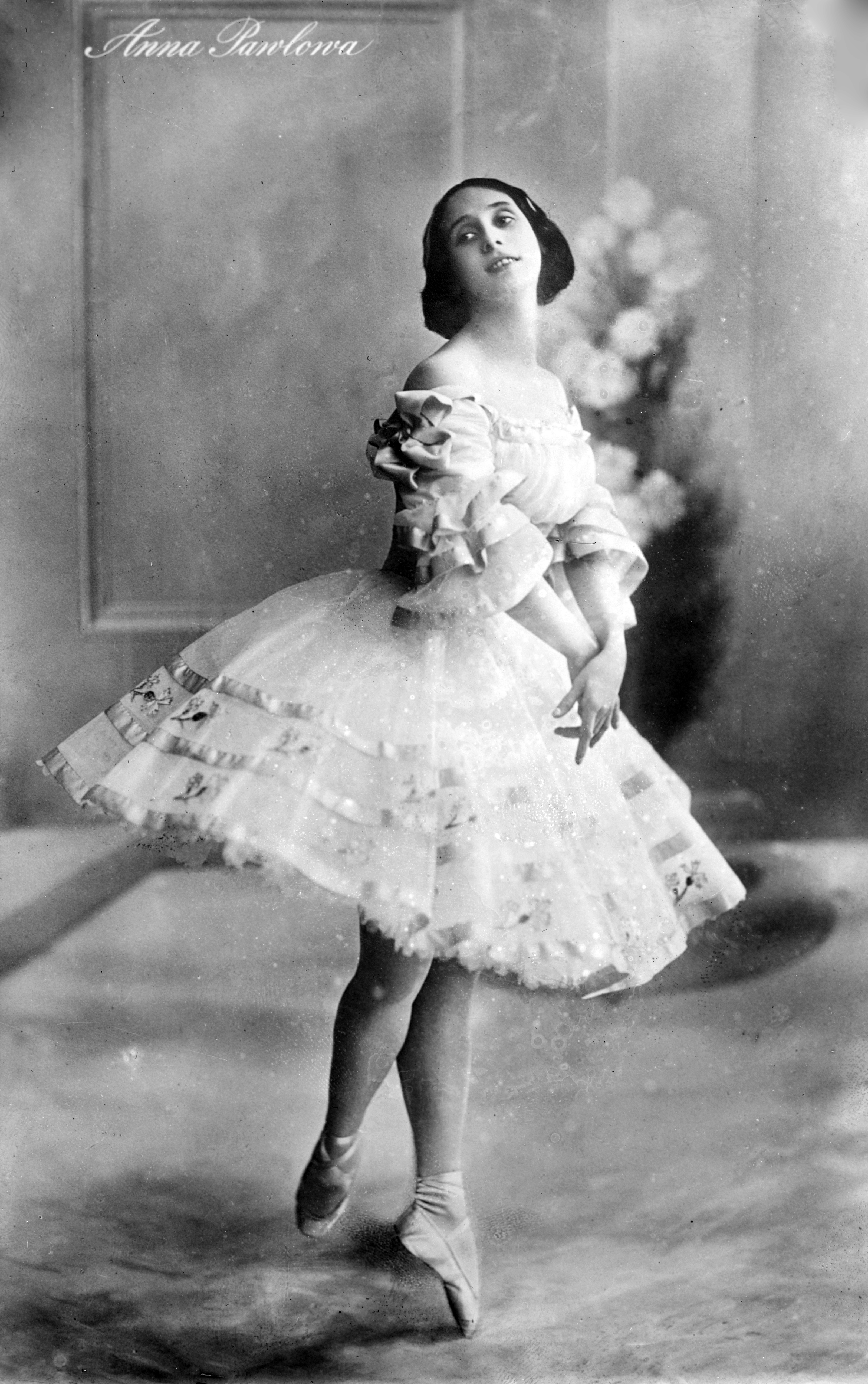
Anna Pavlova, 1912
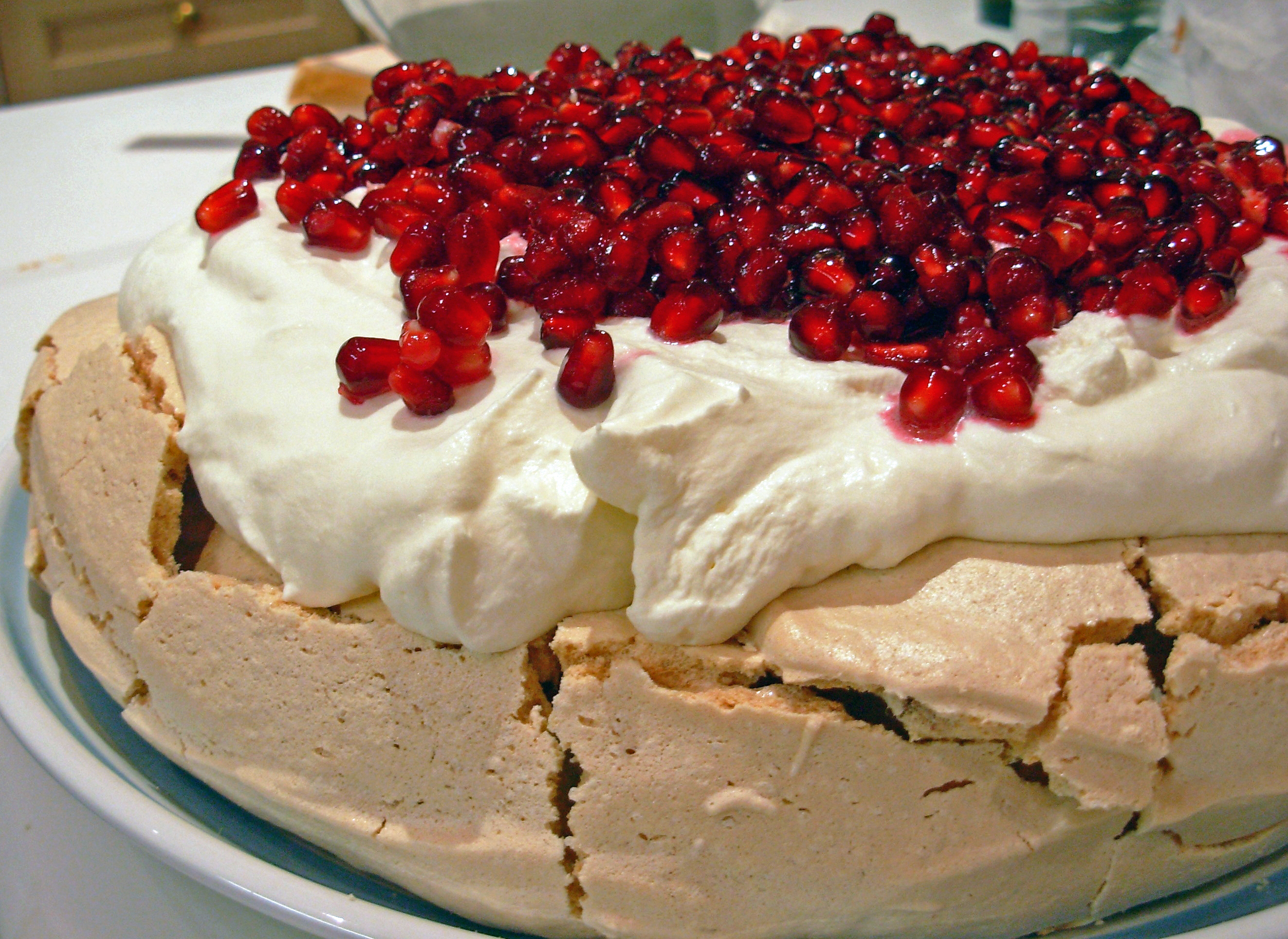
Bánh kèm hạt lựu rắc lên trên
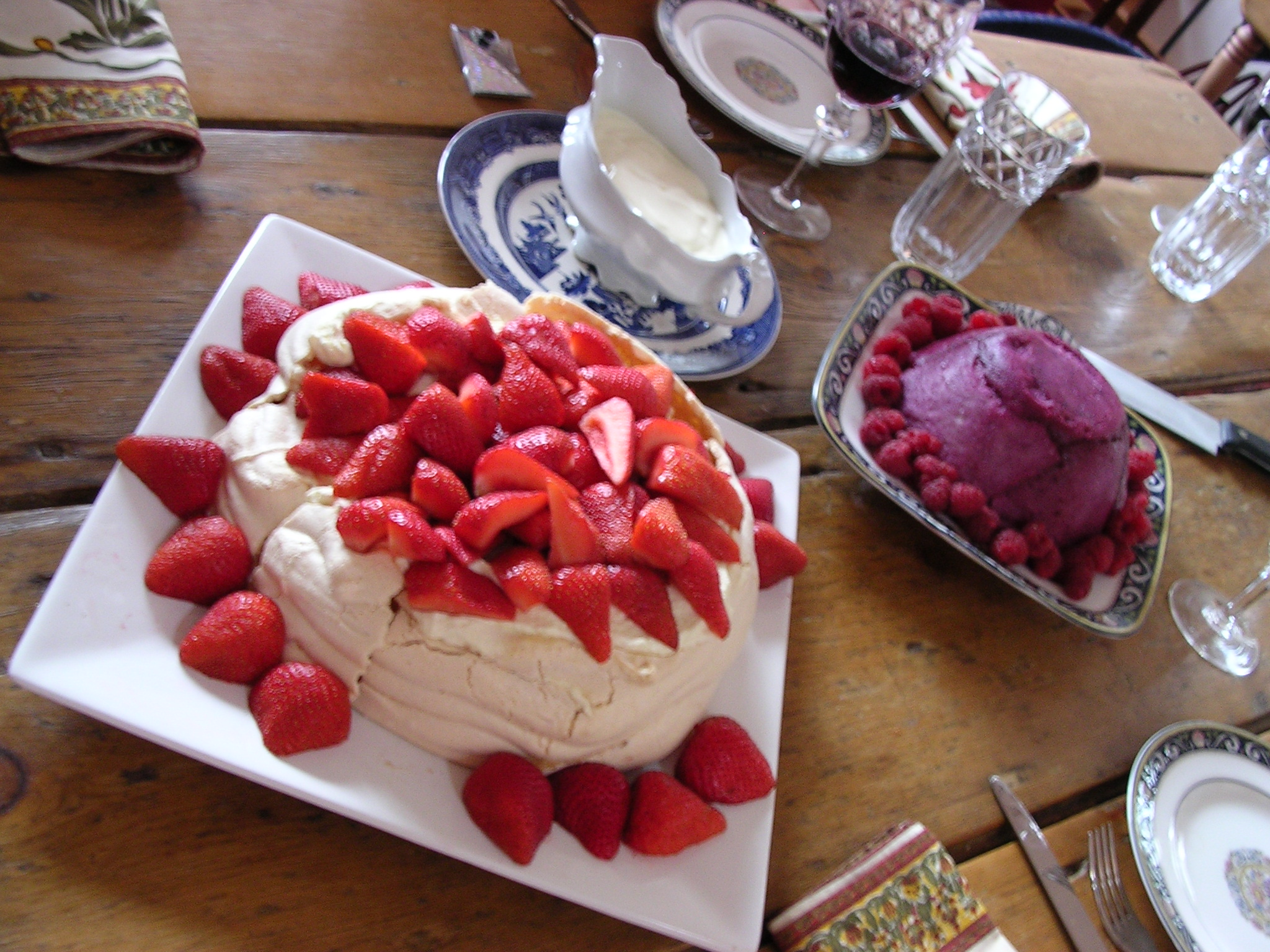
Bánh mùa Giáng Sinh
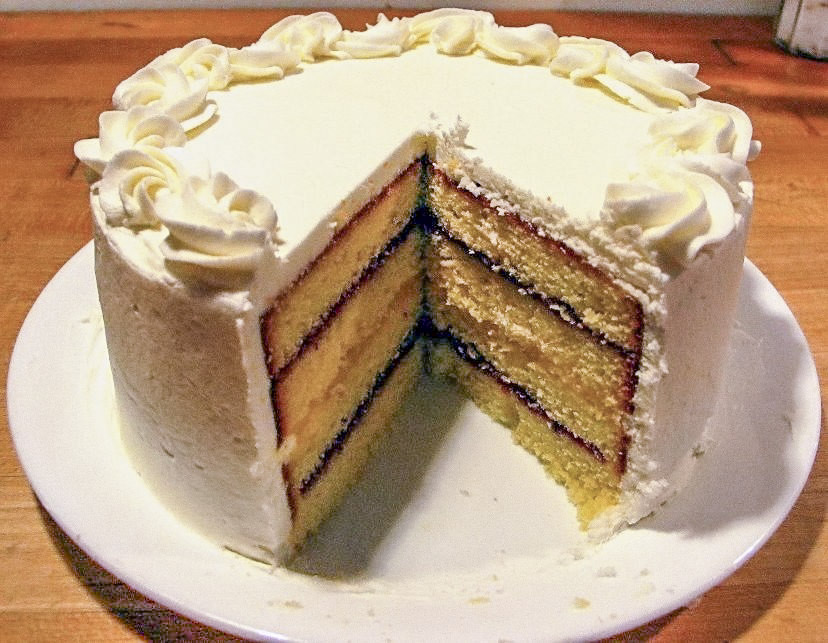